# Anthoni Beys
Anthoni Beys, Anton Boys, Antoni Bays, Anton Waiss (také Bois, Baijs) (1530–1550 Antverpy, po 1593 Innsbruck) byl vlámský renesanční malíř a kreslíř, portrétista ve službách císařského dvora Habsburků, jejich dvořanů a nizozemského místodržitelství. Z jeho díla se dochovalo kolem 150 prací.

## Život a dílo
Přesná data jeho narození a úmrtí nejsou známa. Jména nejsou ustálena a v encyklopediích buď chybí, nebo jsou připisována různým malířům. Teprve v uplynulých 20 letech převládl názor, že jde o jediného malíře. Podle biografických dat Nizozemského institutu umění, signatur a dat na dochovaných obrazech byl sestaven Beysův profesní životopis a itinerář jeho cest: Roku 1572 je Beys zaznamenán jako mistr a člen cechu (gildy) sv. Lukáše malířů v Antverpách, kde se nejpozději roku 1550 narodil a měl městské právo. V předchozích letech členem cechu nebyl.

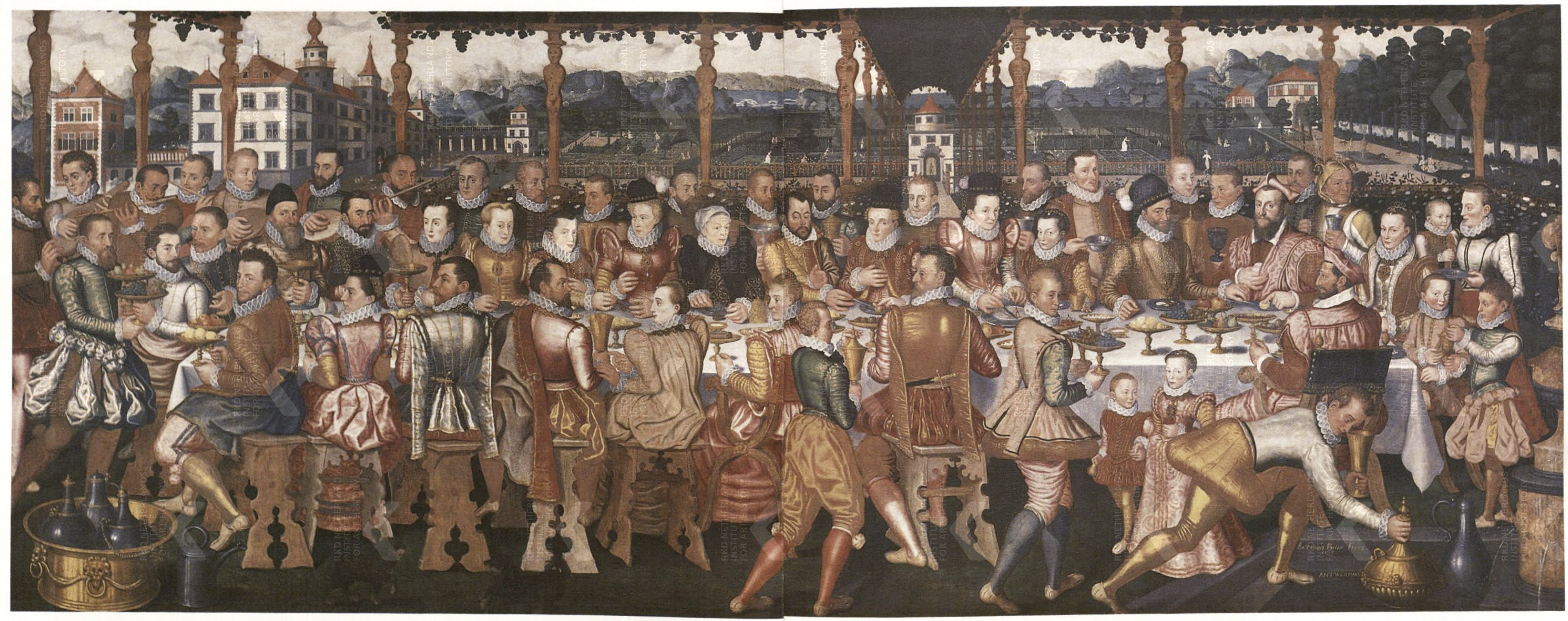
Hostina rodin Hohenemsů a Boromejských, asi 1578; Městské muzeum a galerie v Poličce

- Starší a jasně nejkvalitnější stylovou polohu Beysovy portrétní tvorby představují skupinové portréty ze 70. let. V Antverpách roku 1574 Beyse objevil velitel rakousko-španělského místodržitelského vojska krále Filipa II., hrabě Jakub Hanibal I. z Hohenemsu, který ho angažoval pro portréty své rodiny a pro malbu svého panství (krajina v Dornbirnu) a vyzval ho na cestu do střední Evropy, do Tyrolska, do Prahy a do Vorarlberska, kde si majitelé obrazy přenesli na zámek Hohenems po jeho dokončení roku 1610.[2] Z nich vyniká svými rozměry Hostina rodin Hohenemsů a Boromejských, která je současně největším skupinovým portrétem renesance a manýrismu v Evropě. Tyto obrazy z let 1574–1578 se jako součást 92 obrazů obrazárny Hohenemsů dostaly prostřednictvím poslední členky rodu, Ernestiny z Langetu († 1868) na zámek Bystré u Poličky, podle její závěti měly připadnout císaři Františku Josefovi I., ale po různých peripetiích zůstaly na zámku až do roku 1948. Pak byly rozptýleny. Nyní jsou vystaveny v Městském muzeu a galerii v Poličce.[3] Z nesignovaných obrazů se v českých sbírkách dochovala ještě olejomalba Ecclesia militans (Církev bojující) ze zámku v Litomyšli, kterou objevila Jarmila Vacková.
- Z Prahy Beys pravděpodobně pokračoval do Itálie a odtud na královský dvůr Filipa II. do Španělska. V letech 1579–1588 byl dvorním malířem rakouského arcivévody Ferdinanda II. Tyrolského v Innsbrucku na zámku Ambras. Roku 1587 se v Innsbrucku oženil s Barborou Geigerovou. Do Innsbrucku se vrátil ještě v letech 1592–1593. Předtím pobýval také v Landshutu.[1]

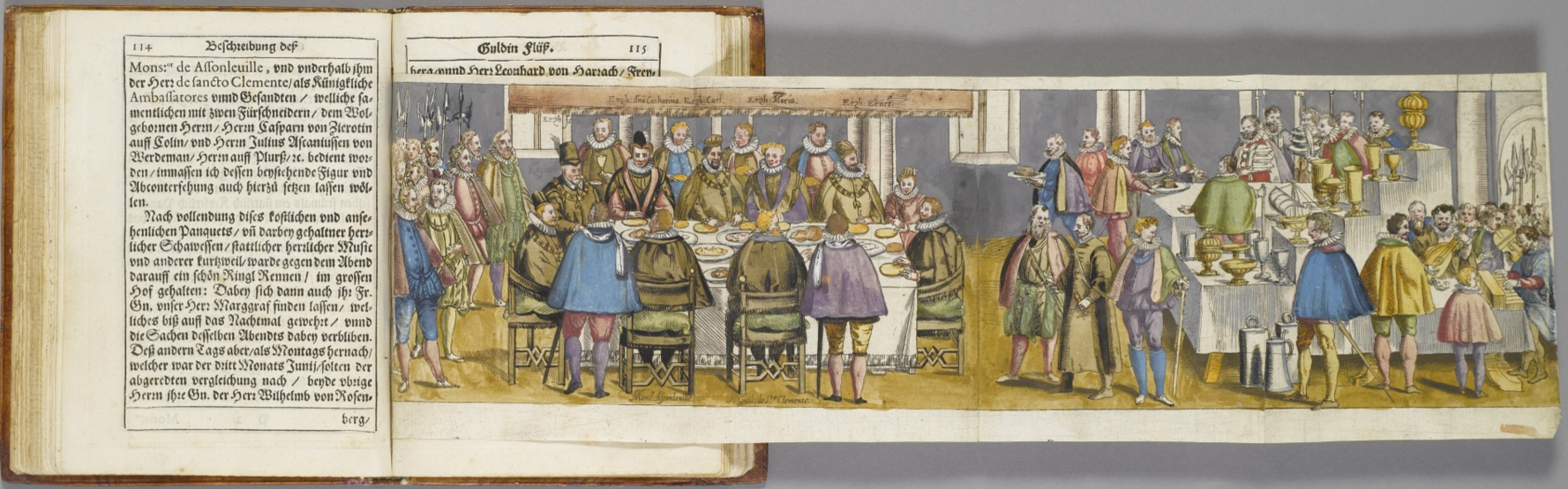
Hostina (banket) pěti nově jmenovaných rytířů Řádu zlatého rouna v Praze roku 1585 (risk 1587)

Téměř 150 obrazů, vesměs portréty nebo fiktivní podobizny rodokmene rakouských a českých panovníků od středověku do malířovy současnosti: přešly z Innsbrucku dědictvím habsburské rodiny do Uměleckohistorického muzea ve Vídni. Jsou malovány olejovými barvami na dřevě nebo na plátně. Tato skupina obrazů vznikala asi postupně na objednávku rakouského císaře poté, co Beys přesídlil z Antverp do Innsbrucku. Kolekce obrazů byla v úplnosti zveřejněna teprve roku 2018. Část portrétů byla zřejmě kopírována podle starších předloh, vyznačuje se kuriózními detaily, jako je podobizna krále Přemysla Otakara II., umírajícího v bitvě na Moravském poli.
- Ve spise Ordentliche Beschreibung mit was Staadtlichen Ceremonien... popsal Paul Zehendtner, sekretář Ferdinanda Tyrolského, dvě státní slavnosti, konané při udílení Řádu Zlatého rouna v Praze a v Landshutu. Na Pražském hradě 2. června roku 1585 španělský král Filip II. zastoupen arciknížetem Ferdinandem II. Tyrolským udělil Řád zlatého rouna císaři Rudolfu II., jeho strýci arciknížeti Karlu Štýrskému, mladšímu bratrovi, arciknížeti Arnoštovi a dvěma českým šlechticům, Leonardovi IV. z Harrachu a Vilémovi z Rožmberka.[4] Beys se těchto slavností pravděpodobně zúčastnil jako dokumentátor a ke spisu, vydanému tiskem roku 1587 v Dillingenu, vytvořil 17 kolorovaných mědirytin jako přílohy, vlepované do knihy.[5] Jde vesměs o bankety za účasti císaře Rudolfa II. a pasování pěti nových rytířů řádu. Později vytrhané rytiny se objevují mj. jako jednolisty v aukcích.

## Výběr z císařské galerie

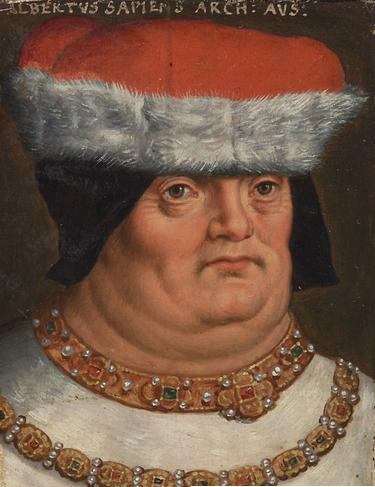
Albert II. Rakouský
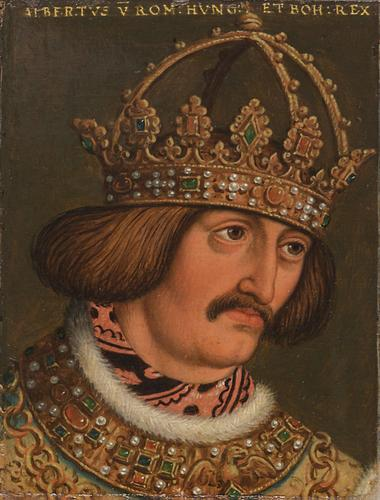
Albrecht V. císař (†1438)
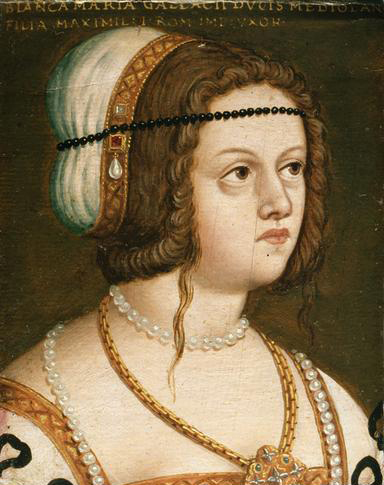
Bianca Maria Sforza
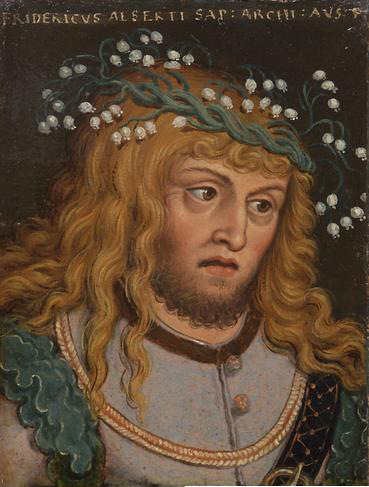
Fridrich III. Rakouský
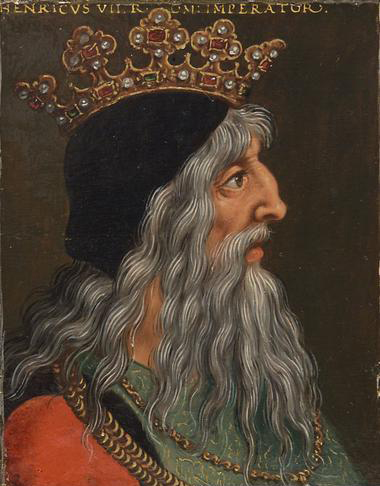
Císař Jindřich VII. Štaufský
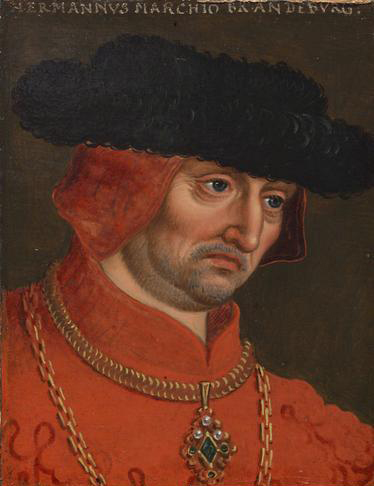
Herman, markrabě braniborský
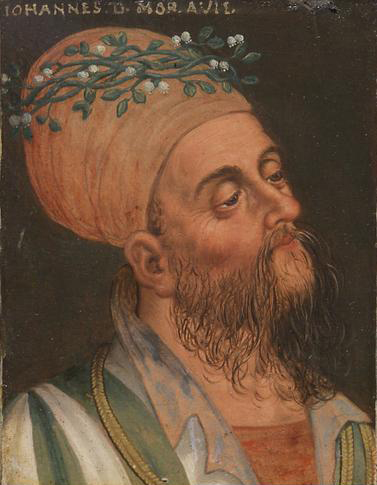
Jan Jindřich markrabě moravský
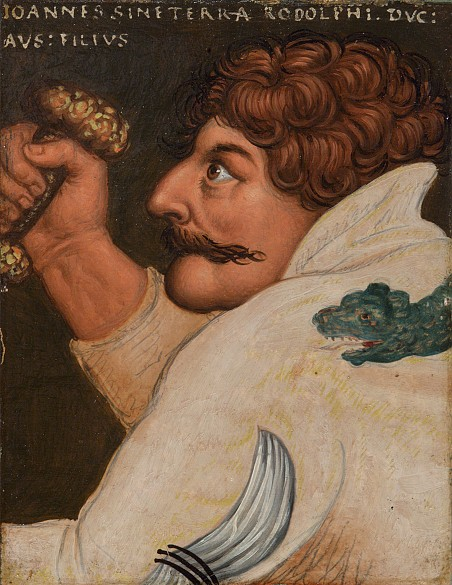
Jan Parricida
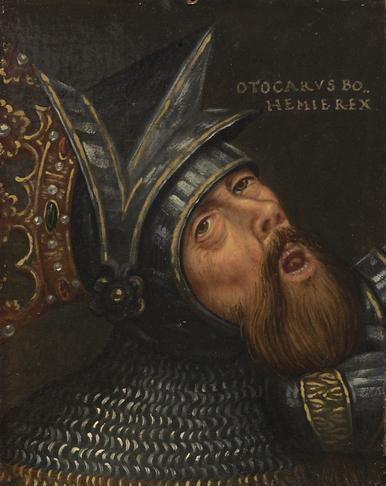
Přemysl Otakar II.
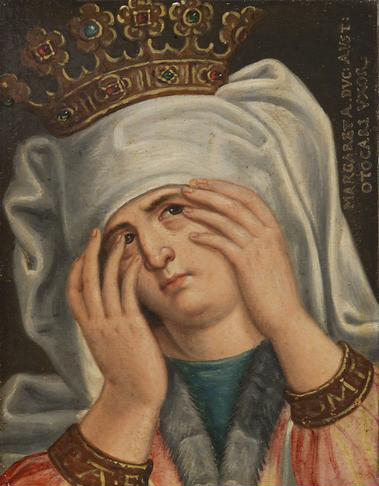
Markéta Babenberská, česká královna
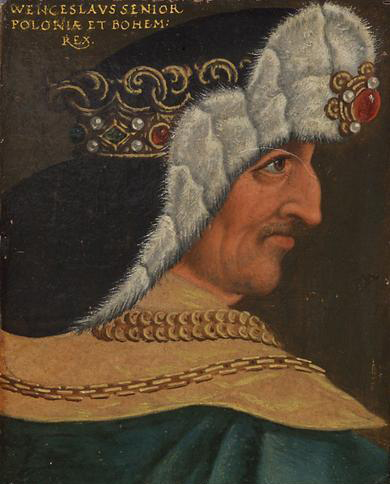
Václav II. český král
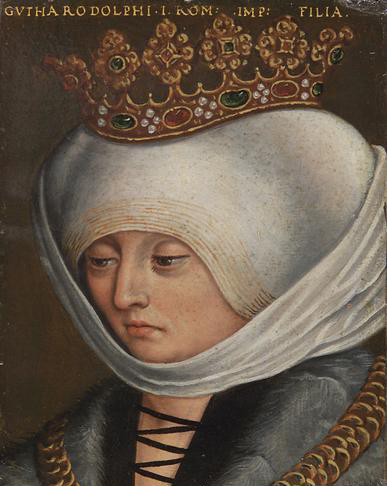
Guta Habsburská, česká královna
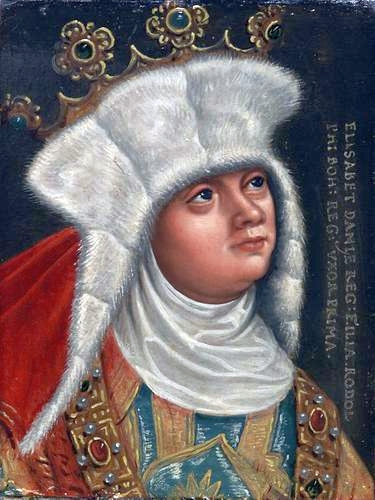
Eliška Rejčka, česká královna
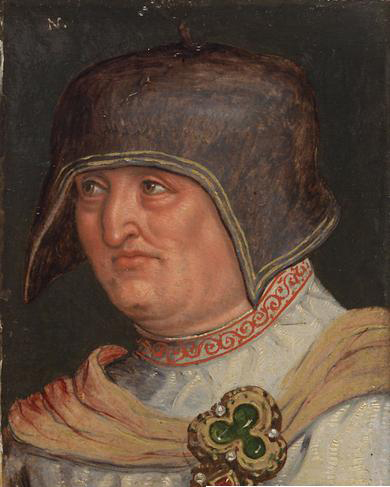
Boleslav II. Malý, slezský kníže